# BayWa
BayWa AG (indtil 1972: Bayerische Warenvermittlung landwirtschaftlicher Genossenschaften AG) er en tysk handelskoncern med hovedkvarter i München. Oprindeligt blev der handlet med jordbrugsvarer, senere blev forretningsomfanget udvidet til også at omfatte byggematerialer, energi og internethandel. BayWa er tilstede i mere end 50 lande.